# Хорхот, Александр Яковлевич
Алекса́ндр Я́ковлевич Хо́рхот (26 марта 1907, Киев — 21 декабря 1993, Киев) — советский и украинский архитектор, доктор архитектуры, профессор (1968). Заслуженный архитектор УССР (1970). Почётный член Украинской академии архитектуры (1992). Декан архитектурного факультета Киевского инженерно-строительного института (1943—1947). Директор Института градостроительства при Академии архитектуры (1947—1951).

## Биография
Александр Яковлевич Хорхот родился 26 мая 1907 года в Киеве. В 1931 году окончил архитектурный факультет Киевского строительного института. Учился у П. Алёшина, А. Вербицкого, В. Рыкова, В. Татлина.
С 1935 по 1936 год работал главным архитектором проектов в «Промстройпроекте». В то же время с 1935 до начала Великой Отечественной войны работал старшим преподавателем архитектурного факультета в Киевском инженерно-строительном институте. С 1941 по 1943 год руководил архитектурно-строительным отделом «Промстройпроекта», а с 1944 по 1946 год стал главным архитектором в той же организации.
С 1941 по 1943 год Александр Хорхот работал в Томском строительном техникуме, где руководил дипломным проектированием. В 1943 году работал над разработкой сооружений в условиях эвакуации, и в это же время получает учёную степень кандидата технических наук. Впоследствии до 1947 года заведовал кафедрой архитектуры и был деканом архитектурного факультета Киевского инженерно-строительного института. С 1947 по 1951 год стал директором Института градостроительства при Академии архитектуры УССР.
С 1963 года поступил на работу на кафедре архитектурного проектирования в Киевском инженерно-строительном институт. В 1967 получил докторскую степень, а через год — звание профессора. Преподавал до последних лет жизни дисциплины: "Введение в специальность", "Интерьер". В 1975 году вместе с архитектором И. Каракисом был на VI съезде архитекторов СССР. По словам Александра Яковлевича они дружили с архитектором И. Каракисом со студенческой скамьи.
Скончался 21 сентября 1993 года в Киеве.

## Основные реализованные проекты
Некоторые из проектов:
- Клуб чекистов (ныне здание театра Юного зрителя) в Киеве (1930—1932)
- Театр-цирк[7]
- Завод «Правда» в Днепродзержинске (в соавторстве; 1931—1933)
- Тракторный завод в Сталинграде (1932—1934)
- Завод «Красный Октябрь» в Сталинграде (1933—1935)
- Цехов завода «Станкоконструкция» в Москве (1934—1935)
- Генеральный план восточного района Запорожья
- Генеральный ряда районов Черкасс (1958—1962)
- Генеральный ряда районов Тернополя (1958—1962)
- Генеральный ряда районов Калуша (1958—1962)
- Генеральный ряда районов Харькова (1958—1962)
- Генеральный ряда районов Донецка
- Генеральный ряда районов Одессы
- Генеральный ряда районов Днепропетровска
- Генеральный ряда районов Черкасс
- Генеральный ряда районов Запорожья
- Генеральный ряда районов Львова
- Генеральный ряда районов Севастополя
- Генеральный ряда районов Симферополя
- Генеральный ряда районов Ялты
- Газоперерабатывающая станция НКМЗ им. Сталина (1935—1936)
- корпус стеклозавода в Киеве (1937)
- главный корпус завода «Авиахим» № 1 (1937—1938)
- Комплекс Черниговской фабрики обработки шерсти (1938—1941)
- Комплекс завода «Сибкабель» в Томске (1941—1943)
- Завод резинотехнических изделий в Томске (1941—1943)
- Металлообрабатывающий завод в Томске (1942—1943)
- Благоустройство Днепропетровского автомобильного завода (1949—1951)

## Нереализованные проекты
- Льнокомбината в Киеве
- Автозавод в Кременчуге
- Завод № 43 в Киеве

## Семья
- Сын — Хорхот Георгий Александрович, заслуженный архитектор Украины.

## Публикации
Александр Хорхот создал более ста научных статей по архитектуре и строительству, а также шесть монографий. Среди них:
- Из опыта проектирования промышленных предприятий: Промышленная архитектура г. Киева // Соціалістичний Київ. — 1937. — №№ 6, 7, 8.
- Вопросы индустриализации жилищного строительства // Архітектура Радянської України. — 1939. — № 5.
- Материалы по размещению предприятий в условиях военного времени / Промстройпроект. — К., 1942.
- Архитектура промышленного строительства в Донбассе и её градостроительное значение. — К.: Изд-во Акад. архит. УССР, 1948.
- Архитектура и благоустройство промышленных предприятий / А. Я. Хорхот, под ред. лауреата Сталинской премии чл.-кор. Акад. архитектуры СССР д-ра техн. наук Г. Ф. Кузнецова и действ. чл. Акад. архитектуры УССР д-ра архитектуры Е. И. Катонина. Акад. архитектуры Укр. ССР. Ин-т градостроительства. — Киев : Изд-во Академии архитектуры Украинской ССР, 1953. — 348 с.
- Планировочная организация городских промышленных территорий / А. Я. Хорхот. — Киев : Будівельник, 1966. — 265 с.